# Грицак Орест Ігорович
О́рест І́горович Грицак (*24 лютого 1973, Львів) — український шахіст, гросмейстер (2001), чемпіон України з шахів 1993 року.
Його рейтинг станом на лютий 2016 року — 2497 (797-е місце у світі, 52-е — в Україні).
Перше змагання, в якому згадується участь Ореста Ігоровича — Чемпіонат СРСР серед військовослужбовців 1990 року. Учасник, призер ряду турнірів різного рівня В Україні, Польщі, інших країнах Європи. Та найвищим його досягненням залишається перемога у другому чемпіонаті України з часу проголошення Незалежності. Той турнір у Донецьку (1993) проходив за круговою системою, участь взяли 14 шахістів, серед них не було лідерів Збірної, провідних майстрів. Двадцятирічний львів'янин здобув 10½ очок із 13 можливих, не програвши жодної партії.
Випускник шахового відділення Львівського інституту фізкультури (1995). Майстер спорту України. Міжнародний майстер з 1996(?), гросмейстер з 2001 року.
Найвищі рейтингові позиції займав у 1999 році. З офіційним рейтингом ФІДЕ 2550 наближався до другої сотні шахістів світу, був п'ятнадцятим між українцями, а за підрахунком chessmetrics у квітні того року був у сотні найкращих шахістів світу та серед десяти провідних українських шахістів, грав на рівні рейтингу 2628.
2002 року у складі львівського клубу Карпати—Галичина став учасником європейської та срібним призером української клубних першостей (третя дошка, в Україні найкращий результат на своїй дошці). Учасник польських чемпіонатів 1998—2001, 2008 та 2011, щоразу в складі люблінського шахового клубу Дракон.
Секундант Василя Іванчука в матчі за світову першість у 2002 році проти Руслана Пономарьова.

## Турнірні результати

### Чемпіонати України
Орест Грицак зіграв у 5 фінальних турнірах чемпіонатів України, набравши при цьому 24 очки з 35 можливих (+17-4=14).
| Рік  | Місто           | Турнір                 | + | − | = | Результат | Місце   |
| ---- | --------------- | ---------------------- | - | - | - | --------- | ------- |
| 1993 | Донецьк         | 62-й чемпіонат України | 8 | 0 | 5 | 10½ з 13  | Gold    |
| 1994 | Алушта          | 63-й чемпіонат України | 5 | 0 | 4 | 7 з 9     | — 6     |
| 1995 | Дніпропетровськ | 64-й чемпіонат України | 4 | 2 | 3 | 5½ з 9    | 12 — 15 |
| 2005 | Рівне           | 74-й чемпіонат України | 0 | 1 | 1 | ½ з 2     | 1/16    |
| 2006 | Полтава         | 75-й чемпіонат України | 0 | 1 | 1 | ½ з 2     | 1/16    |